# Callipotnia multicolor
Callipotnia multicolor är en fjärilsart som beskrevs av W. Warren 1899. Callipotnia multicolor ingår i släktet Callipotnia och familjen mätare. Inga underarter finns listade i Catalogue of Life.